# アンダーソン法
アンダーソン法（アンダーソンほう、Anderson method、Pulay法とも言う）は、線形外挿法（単純混合法）を拡張した電荷密度の混合の仕方のこと。セルフコンシステントな計算過程において電荷密度が十分収束していれば、イタレーション（繰り返し計算）の前（入力）と後（出力）の電荷密度の差の変化は、ほぼ線形になっていることを利用する。
具体的には、あるイタレーションの前の数回分の入力の電荷密度の線形結合と、出力の電荷密度の線形結合（入力と出力で同じ係数を使う）から得られる、それぞれの電荷密度の差が最小になるような係数を最小二乗法を使って求める。これで得られた係数をもとにして得られる、入力、出力の電荷密度を適当な単純混合比で混ぜて、これを新たな入力の電荷密度として次のイタレーションに渡す。